# 텐서 대수
선형대수학에서 텐서 대수(tensor代數, 영어: tensor algebra)는 어떤 벡터 공간 또는 가군 위의 원소들로부터 생성되는 비가환 다항식들로 구성되는 등급 단위 결합 대수이다.

## 정의
가환환 {\displaystyle K} 위의 가군 {\displaystyle V}가 주어졌다고 하자. 그렇다면, {\displaystyle V} 위의 텐서 대수 {\displaystyle \operatorname {T} (V)}는 다음과 같은 {\displaystyle K} 위의 등급 가군이다.
{\displaystyle \operatorname {T} (V)=\bigoplus _{n=0}^{\infty }\overbrace {V\otimes _{K}V\otimes _{K}\cdots \otimes _{K}V} ^{n}=K\oplus V\oplus V\otimes _{K}V\oplus \cdots }
{\displaystyle \operatorname {T} ^{n}(V)=\overbrace {V\otimes _{K}V\otimes _{K}\cdots \otimes _{K}V} ^{n}}
이 위에는 다음과 같은 자연스러운 쌍선형 이항 연산이 존재한다.
{\displaystyle \otimes \colon \operatorname {T} ^{m}(V)\times \operatorname {T} ^{n}(V)\to \operatorname {T} ^{m+n}(V)}
{\displaystyle \otimes \colon \left((u_{1}\otimes \cdots \otimes u_{m}),(v_{1}\otimes \cdots \otimes v_{n})\right)\mapsto u_{1}\otimes \cdots u_{m}\otimes v_{1}\otimes \cdots \otimes v_{n}\in \operatorname {T} ^{m+n}(V)}
이는 결합 법칙을 만족시키고, 또 항등원 {\displaystyle 1_{K}\in K=\operatorname {T} ^{0}(V)}을 갖는다. 따라서, 텐서 대수는 {\displaystyle K} 위의 단위 결합 대수를 이룬다.

### 호프 대수 구조
텐서 대수 {\displaystyle \operatorname {T} (V)} 위에는 다음과 같이 호프 대수의 구조가 존재한다. 여기서 {\displaystyle \Delta }는 쌍대곱, {\displaystyle S}는 앤티포드이다.
{\displaystyle \Delta (v_{1}\otimes \dots \otimes v_{m})=\sum _{p=0}^{m}\sum _{\sigma \in \operatorname {Sh} (p,m-p)}\left(v_{\sigma (1)}\otimes \dots \otimes v_{\sigma (p)}\right)\otimes \left(v_{\sigma (p+1)}\otimes \cdots \otimes v_{\sigma (m)}\right)}
{\displaystyle S(v_{1}\otimes \dots \otimes v_{m})=(-1)^{m}v_{m}\otimes \cdots \otimes v_{1}}
여기서 {\displaystyle \operatorname {Sh} (p,m-p)\subseteq \operatorname {Sym} (p)}는 {\displaystyle (p,m-p)}-셔플 순열의 집합이다.

### 비가환 다항식 대수
집합 {\displaystyle \{x_{i}\}_{i\in I}}에 의하여 생성되는, 가환환 {\displaystyle K} 위의 자유 단위 결합 대수는 자유 가군 {\displaystyle K^{\oplus |I|}} 위의 텐서 대수와 같으며, 비가환 다항식 대수(영어: noncommutative polynomial algebra)라고 하며, 기호로는 다음과 같이 쓴다.
{\displaystyle K\langle x_{i}\rangle _{i\in I}=\operatorname {T} (K^{\oplus |I|})}
비가환 다항식 대수의 원소들은 다항식환 (자유 가환 단위 결합 대수) {\displaystyle K[x_{i}]_{i\in I}}과 유사하지만, {\displaystyle i\neq j}라면 {\displaystyle x_{i}x_{j}\neq x_{j}x_{i}}이다.

## 같이 보기
- 대칭 대수
- 외대수

## 참고 문헌
- Lang, Serge (2002). 《Algebra》. Graduate Texts in Mathematics (영어) 211 3판. Springer. doi:10.1007/978-1-4613-0041-0. ISBN 978-1-4612-6551-1. ISSN 0072-5285. MR 1878556. Zbl 0984.00001.